# Lưu Quế Bình
Lưu Quế Bình (tiếng Trung giản thể: 刘桂平, bính âm Hán ngữ: Liú Guìpíng, sinh tháng 5 năm 1966, người Hán) là chuyên gia kinh tế, chính trị gia nước Cộng hòa Nhân dân Trung Hoa. Ông là Ủy viên dự khuyết Ủy ban Trung ương Đảng Cộng sản Trung Quốc khóa XX, hiện là Thường vụ Thành ủy, Phó Tỉnh trưởng thường vụ Thiên Tân. Ông từng là Phó Hành trưởng Ngân hàng Nhân dân Trung Quốc; Phó Bí thư Đảng ủy, Phó Chủ tịch, Hành trưởng Ngân hàng Xây dựng Trung Quốc; Phó Thị trưởng Trùng Khánh.
Lưu Quế Bình là đảng viên Đảng Cộng sản Trung Quốc, học vị Tiến sĩ Kinh tế học, Cao cấp công trình sư. Ông có sự nghiệp nhiều năm trong ngành tài chính ngân hàng, hoạt động ở nhiều địa phương khác nhau như Quảng Đông, Phúc Kiến, Thượng Hải, Bắc Kinh, Trùng Khánh, Thiên Tân.

## Xuất thân và giáo dục
Lưu Quế Bình sinh vào tháng 5 năm 1966 tại huyện Hành Nam, nay thuộc địa cấp thị Hành Dương, tỉnh Hồ Nam, Cộng hòa Nhân dân Trung Hoa. Ông lớn lên và tốt nghiệp Trung học Hành Nam, thi đại học năm 1982 và đỗ Đại học Tương Đàm, nhập học từ tháng 9 cùng năm ở hệ kinh tế và tốt nghiệp cử nhân chuyên ngành kinh tế chính trị vào tháng 7 năm 1986. Ngay sau đó, ông tiếp tục thi và trúng tuyển chương trình nghiên cứu sinh toàn thời gian chuyên nghiệp tại Đại học Kỵ Nam ở Quảng Châu, theo học và nhận bằng Thạc sĩ Kinh tế chính trị vào tháng 5 năm 1989. Sau đó 10 năm thì ông bắt đầu là nghiên cứu sinh tại chức tại hệ tài chính của Đại học Kinh tế và Pháp luật Trung Nam từ tháng 9 năm 1999, rồi trở thành Tiến sĩ Kinh tế học vào tháng 6 năm 2002. Ông từng sang Mỹ giai đoạn thagns 8 năm 2003 đến tháng 2 năm 2004 để tới các đơn vị công lập, doanh nghiệp như Đại học Maryland, College Park, Wachovia, BNY Mellon để tham gia chương trình bồi dưỡng tài chính ngân hàng; rồi tham gia chương trình bồi dưỡng quản lý nhân sự dành cho cán bộ trung, thanh niên của xí nghiệp quốc hữu trọng điểm quốc gia ở Học viện Hành chính Quốc gia giai đoạn tháng 4–12 năm 2012. Lưu Quế Bình được kết nạp Đảng Cộng sản Trung Quốc vào tháng 5 năm 1986 tại trường Trương Đàm vào năm cuối đại học.

## Sự nghiệp

### Thời kỳ đầu
Tháng 5 năm 1989, sau khi tốt nghiệp trường Tương Đàm, rồi Kỵ Nam, Lưu Quế Bình được nhận vào Ngân hàng Nông nghiệp Trung Quốc (ABC), phân về chi nhánh Quảng Đông làm cán bộ văn phòng. Trong giai đoạn đầu những năm 1989–94, ông là thư ký cấp phó khoa, từng được biệt phái tới Công ty hữu hạn Chứng khoán Nam Phương làm Phó Trưởng phòng rồi Trưởng phòng Thư ký vào thời điểm và công ty nhà nước này mới được thành lập năm 1992. Tháng 5 năm 1994, ông được phân công là Trợ lý Chủ nhiệm Văn phòng ABC Quảng Đông, là Phó Chủ nhiệm phụ trách công tác thường nhật sau đó 1 năm. Đến tháng 10 năm này, ông được điều tới địa cấp thị Triệu Khánh làm Thành viên Đảng tổ, Phó Hành trưởng ABC Triệu Khánh, cũng được 1 năm thì chuyển chức làm Phó Hành trưởng ABC Đông Hoản. Vào tháng 5 năm 1997, ông giữ chức Phó Bí thư Đảng ủy, Phó Hành trưởng ABC Thâm Quyến, trong cương vị này gần 8 năm.
Tháng 1 năm 2005, Lưu Quế Bình được điều tới Phúc Kiến, nhậm chức Thành viên Đảng tổ, Phó Hành trưởng ABC Phúc Kiến, sau đó 3 băn thì thăng chức làm Bí thư Đảng ủy, Hành trưởng. Đến tháng 10 năm 2009, ông tiếp tục được điều chuyển và thời điểm này là Bí thư Đảng tổ, Hành trưởng ABC Thượng Hải. Tháng 4 năm 2014, ông được điều về trụ sở làm người phụ trách bộ phận bán lẻ, bộ phận nghiệp vụ ngân hàng bán lẻ trong thời gian ngắn, để rồi được điều sang Công ty trách nhiệm hữu hạn Đầu tư Trung Quốc làm Thành viên Đảng tổ, Phó Tổng giám đốc từ tháng 5 cùng năm, kết thúc hơn 20 năm ở Ngân hàng Nông nghiệp.

### Cấp cao
Tháng 6 năm 2016, Lưu Quế Bình được điều tới Trùng Khánh, nhậm chức Thành viên Đảng tổ, Phó Thị trưởng Trùng Khánh. Đầu năm 2018, ông ứng cử và trúng cử là Đại biểu Đại hội Đại biểu Nhân dân toàn quốc khóa XIII nhiệm kỳ 2018–23. Ở thành phố này 3 năm thì ông trở lại khối ngân hàng làm Phó Bí thư Đảng ủy, Phó Chủ tịch, Hành trưởng Ngân hàng Xây dựng Trung Quốc cho đến cuối năm 2020 thì được bổ nhiệm làm Phó Hành trưởng Ngân hàng Nhân dân Trung Quốc, Thành viên Đảng tổ ngân hàng, kiêm Phó Chủ tịch Công hội Tài chính Trung Quốc. Vào tháng 4 năm 2022, ông được điều về Thiên Tân, được chỉ định vào Ủy ban Thường vụ Thành ủy Thiên Tân, phân công làm Phó Bí thư Đảng tổ Chính phủ Nhân dân thành phố Thiên Tân, và được bổ nhiệm làm Phó Thị trưởng thường vụ Thiên Tân vào ngày 22. Cuối năm 2022, ông là đại biểu của đoàn Thiên Tân dự Đại hội Đảng Cộng sản Trung Quốc lần thứ XX. Trong quá trình bầu cử tại đại hội, ông được bầu là Ủy viên dự khuyết Ủy ban Trung ương Đảng Cộng sản Trung Quốc khóa XX.